# HMIS Sutlej (U95)
Le HMIS Sutlej est un sloop, de la classe Black Swan, servant dans la Royal Indian Navy (RIN) qui participa aux opérations navales pendant la Seconde Guerre mondiale.
Après l'indépendance de l'Inde, il est en service dans la Indian Navy (marine indienne) en tant que INS Sutlej.

## Construction et conception
Le Sutlej est commandé le 8 septembre 1939 dans le cadre de programmation de 1939 pour le chantier naval de William Denny and Brothers à Dumbarton en Ecosse. La pose de la quille est effectuée le 4 janvier 1940, le Sutlej est lancé le 1er octobre 1940 et mis en service le 23 avril 1941.
La classe Black Swan était une version allongée des sloops antérieurs de la classe Egret. L'armement principal se composait de six canons antiaériens QF 4 pouces Mk XVI dans trois tourelles jumelles, avec la quatrième tourelle de 4 pouces de la classe Egret supprimée pour permettre l'ajout d'un quadruple canons 2 livres pom-pom antiaérien de courte portée. L'armement anti-sous-marin se composait de lanceurs de charges de profondeur avec 40 charges de profondeur transportées ,.

## Historique

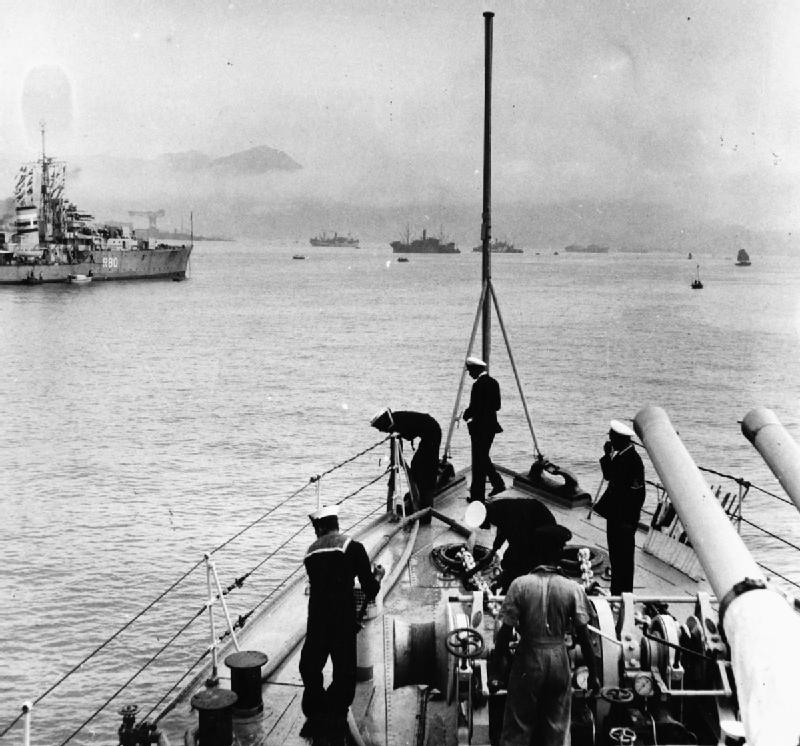
The Allied Occupation of Japan The Indian warship HMIS SUTLEJ leaves Hong Kong for Japan as part of the Allied forces of occupation.

Avec la Seconde Guerre mondiale en cours, le Sutlej est immédiatement déployé pour la défense de convois en mer d'Irlande. En août, il est déployé dans le cadre de l'escorte du convoi WS11 à travers les approches nord-ouest, avec le HMS Repulse, le HMS Encounter, le HMAS Nestor, le HMS Sennen, le HMS Totland et le HMS Derbyshire. Lorsque le convoi est divisé en navires rapides et lents, le Sutlej et le Totland escortent la section lente jusqu'à Freetown. Elle a ensuite rejoint le Repulse, le Encounter, le Derbyshire et le HMS Woodruff comme escorte vers l'océan Indien.
À mi-chemin, en septembre, il reçoit l'ordre de rejoindre la British Mediterranean Fleet (flotte britannique de la Méditerranée) et se rend à Suez, où il est déployé pour la défense antiaérienne.
Après que le Japon soit entré en guerre, il est transféré aux Indes orientales en décembre 1941 dans la Eastern Fleet (Flotte d'Orient). Il est ensuite déployé pour escorter des convois militaires à Singapour, dans le golfe du Bengale, sur la côte ouest de l'Inde, ainsi que dans le golfe Persique et Aden tout au long de 1942 et au début de 1943.
En mai 1943, il rejoint à nouveau la Flotte méditerranéenne à Alexandrie, où il continue son service d'escorte. En juillet, il fait partie de la force opérationnelle amphibie pour l'opération Husky, l'invasion alliée de la Sicile. En septembre, le Sutlej soutient des opérations militaires lors de la défense des îles de la mer Égée.
En décembre 1943, il est transféré à la flotte d'Orient et déployé pour escorte de convoi dans la mer d'Oman et la baie du Bengale. En juin 1944, il est déployé pour des opérations anti-sous-marines dans l'océan Indien.
Après un radoub à Bombay, il est de nouveau déployé dans le golfe du Bengale et soutient des attaques amphibies en Birmanie et en Malaisie. Il fait partie de la force opérationnelle pendant l'opération Dracula pour l'assaut amphibie sur Rangoon par l'armée indienne britannique et la British Army. Les autres membres de ce groupe de travail sont le HMIS Cauvery, le HMIS Godavari, le HMIS Kistna, le HMIS Narbada, et le HMIS Hindustan.
Le groupe d'escorte poursuit ensuite sa mission d'interception des troupes japonaises se retirant des Îles Andaman.
À la fin de la guerre, après la capitulation japonaise, il est en rénovation à Bombay.
Le HMIS Sutlej n'est pas remis en service avant février 1946, en grande partie à cause des perturbations en Inde après la fin de la Seconde Guerre mondiale. En 1947, après l'indépendance de l'Inde, il est en service dans la marine indienne comme INS Sutlej et reclassé comme frégate. En 1955, il est converti en navire d'étude. Il est déclassé le 31 décembre 1978. Inscrit sur la liste des démolitions en 1979, il est vendu pour la ferraille la même année en Inde.